# Dominikanska republiken i olympiska sommarspelen 1992
Dominikanska republiken deltog i de olympiska sommarspelen 1992 med en trupp bestående av 32 deltagare, men ingen av landets deltagare erövrade någon medalj.

## Baseboll
Gruppspel
| Nation                  | Segrar | Förluster | Tiebreaker |
| ----------------------- | ------ | --------- | ---------- |
| Kuba                    | 7      | 0         |            |
| Japan                   | 5      | 2         |            |
| Kinesiska Taipei        | 5      | 2         | 1-0        |
| USA                     | 5      | 2         | 0-1        |
| Puerto Rico             | 2      | 5         | 2-0        |
| Dominikanska republiken | 2      | 5         | 1-2        |
| Italien                 | 1      | 6         | 0-2        |
| Spanien                 | 1      | 6         |            |

## Boxning
Lätt flugvikt
- Fausto del Rosario

Flugvikt
- Héctor Avila

Bantamvikt
- Agustin Castillo

Fjädervikt
- Victoriano Damián Sosa

Lätt weltervikt
- Rafael Romero

Weltervikt
- César Augusto Ramoz

## Brottning
Flugvikt, grekisk-romersk
- Ulises Valentin

## Judo
Herrarnas extra lättvikt (-60 kg)
- Gilberto García

Herrarnas halv lättvikt (-65 kg)
- Ekers Raposo

Damernas lättvikt (-56 kg)
- Altagracia Contreras

Damernas halv mellanvikt (-61 kg)
- Eleucadia Vargas